# 约翰·怀希埃三世
约翰·戴维·怀希埃三世（英語：John David Waiheʻe III，1946年5月19日—）为美国政治人物，于1986年至1994年间担任夏威夷州州长。他是美国历史上首位当选州级官员的夏威夷原住民。